# Приклонской, Николай Иванович
Николай Иванович Приклонской (Приклонский) — гофмейстер Высочайшего двора, тайный советник, уездный и губернский предводитель дворянства Нижегородской губернии.
Из дворян Приклонских Нижегородской губернии.

## Биография
Православный. Родился (31 января 1831). Определением дворянского собрания внесён в VI часть дворянской родословной книги Нижегородской губернии (28 июля 1833). Выдержал экзамен при школе Гвардейских подпрапорщиков и юнкеров. В службу вступил унтер-офицером в лейб-гвардии Гродненский гусарский полк (13 октября 1848). Произведён в юнкера (17 января 1849), корнеты (25 июня 1851), поручик (06 декабря 1855), штабс-ротмистр (12 апреля 1859), ротмистр (23 апреля 1861). Назначен Мировым посредником Сергачского уезда (07 октября 1861—1864). Уволен от военной службы по болезни (14 июня 1863). Избран уездным предводителем дворянства Сергачского уезда и неоднократно переизбирался в данной должности (1864—1890). Произведён в действительные статские советники (30 августа 1882). Объявлено Высочайшее благоволение за значительные пожертвования в Нижегородский Дворянский институт императора Александра II (05 августа 1886).
Избран и Высочайше утверждён в должности губернского предводителя дворянства (18 декабря 1890—1896). Объявлено Высочайшее благоволение за пожертвование в Нижегородский Дворянский институт императора Александра II чудотворной иконы в память чудесного избавления императорских Высочеств и Августейшей семьи от угрожавшей им опасности 17 октября 1888 года (27 января 1893). За отличия пожалован чином тайного советника (06 декабря 1895). Объявлено Высочайшее благоволение за отличные и особые труды и пожалован в гофмейстеры Императорского двора (14 мая 1896). Участник встречи императора Николая II Александровича, императрицы Александры Фёдоровны и великого князя Алексея Александровича при прибытии их в Нижний Новгород (17 июля 1896).
Проживал в родовом имении, селе Старинское Сергачского уезда, крупный землевладелец Нижегородской и Симбирской губерний, всего 5169 десятин земли.

## Награды
- Орден Святого Станислава 2-й степени (19 февраля 1871).
- Орден Святого Владимира 4-й степени (22 сентября 1874).
- Орден Святой Анны 2-й степени (26 ноября 1875).
- Орден Святого Владимира 3-й степени (22 сентября 1880).
- Орден Святого Станислава 1-й степени (30 августа 1885).
- Орден Святой Анны 1-й степени (23 января 1889).
- Орден Святого Владимира 2-й степени (30 августа 1893).
- Знак отличия беспорочной службы за XL лет (22 августа 1893).
- Серебряная медаль в память Священного коронования Государя императора Николая II (04 октября 1896).
- Бронзовая медаль в память войны (1853—1856).
- Знак отличия за введение в действие положения о крестьянах (19 февраля 1861).
- Знак Российского общества Красного креста.
- Тёмно-бронзовая медаль на Александровской ленте в память Священного коронования императора Александра III.
- Серебряная медаль на Александровской ленте, Высочайше утверждённую в память царствования императора Александра III.